# For Those That Wish to Exist
For Those That Wish to Exist es el noveno álbum de estudio de la banda británica de metalcore Architects. Se lanzó el 26 de febrero de 2021 a través de Epitaph Records. El álbum fue producido por Dan Searle y Josh Middleton.

## Lanzamiento y promoción
El 20 de octubre de 2020, la banda lanzó el primer sencillo "Animals" junto con un video musical adjunto. Un día después, la banda reveló la lista de canciones, el arte oficial del álbum y anunció que el lanzamiento del álbum está programado para el 26 de febrero de 2021. El 22 de octubre, la banda anunció que para promocionar el álbum, tocarán un programa especial en vivo de The Royal Albert Hall en Londres el 21 de noviembre, y el programa se proyectará en todo el mundo a través del servicio de transmisión Veeps.
Durante la transmisión en vivo, la banda debutó con dos nuevas canciones del álbum. Según Wall of Sound, "Discourse Is Dead" era la pista más pesada e inspirada en el metalcore, mientras que "Dead Butterflies" tenía más un sonido atmosférico de rock de estadio detrás. También debutaron en vivo por primera vez su último sencillo "Animals". El 2 de diciembre, la banda lanzó el segundo sencillo "Black Lungs" y su correspondiente video musical. El 20 de enero de 2021, un mes antes del lanzamiento del álbum, la banda lanzó el tercer sencillo "Dead Butterflies" junto con un video musical de su programa en vivo en el Royal Albert Hall, donde debutó la canción. El 8 de febrero, la banda lanzó el cuarto sencillo, "Meteor".

## Lista de canciones
Todas las letras escritas por Dan Searle, toda la música compuesta por Architects. 
| N.º | Título                                                       | Duración |  |
| 1.  | «Do You Dream of Armageddon?»                                | 1:38     |  |
| 2.  | «Black Lungs»                                                | 3:51     |  |
| 3.  | «Giving Blood»                                               | 3:32     |  |
| 4.  | «Discourse Is Dead»                                          | 3:46     |  |
| 5.  | «Dead Butterflies»                                           | 4:02     |  |
| 6.  | «An Ordinary Extinction»                                     | 4:07     |  |
| 7.  | «Impermanence» (con Winston McCall de Parkway Drive)         | 4:02     |  |
| 8.  | «Flight Without Feathers»                                    | 3:48     |  |
| 9.  | «Little Wonder» (con Mike Kerr de Royal Blood)               | 3:47     |  |
| 10. | «Animals»                                                    | 4:04     |  |
| 11. | «Libertine»                                                  | 4:01     |  |
| 12. | «Goliath» (con Simon Neil de Biffy Clyro)                    | 4:17     |  |
| 13. | «Demi God»                                                   | 4:26     |  |
| 14. | «Meteor»                                                     | 4:01     |  |
| 15. | «Dying Is Absolutely Safe» (con Liam Kearley de Black Peaks) | 4:59     |  |

## Posicionamiento en lista
| Lista (2021)                                 | Posiciones |
| -------------------------------------------- | ---------- |
| Alemania (Offizielle Top 100)                | 3          |
| Australian Albums (ARIA)                     | 1          |
| Austria (Ö3 Austria)                         | 5          |
| Bélgica (Ultratop flamenca)                  | 16         |
| Bélgica (Ultratop valona)                    | 32         |
| Canadá (Billboard Canadian Albums)           | 57         |
| Escocia (Scottish Albums Chart)              | 3          |
| Finlandia (Suomen Virallinen Lista)          | 14         |
| Swedish Hard Rock Albums (Sverigetopplistan) | 9          |
| Países Bajos (Album Top 100)                 | 39         |
| Reino Unido (UK Albums Chart)                | 1          |
| Reino Unido (UK Independent Albums)          | 2          |
| Reino Unido (UK Rock & Metal Albums)         | 1          |
| República Checa (ČNS IFPI)                   | 74         |
| Suiza (Schweizer Hitparade)                  | 7          |
| Estados Unidos (Billboard 200)               | 80         |
| Estados Unidos (Independent Albums)          | 11         |
| Estados Unidos (Top Hard Rock Albums)        | 4          |
| Estados Unidos (Top Rock Albums)             | 11         |

## Personal
Architects
- Sam Carter – Voz
- Alex Dean – Bajo y teclados
- Dan Searle – Batería y programación
- Adam Christianson – Guitarra rítmica
- Josh Middleton – Guitarra líder y coros

Músicos adicionales
- Winston McCall: voz (pista 7).
- Mike Kerr : voz (pista 9).
- Simon Neil: voz (pista 12).
- Liam Kearley: batería (pista 15).